# Joanna Skowron
Pour les articles homonymes, voir Skowron.
Joanna Skowroń, née le 16 avril 1979 à Gorzów Wielkopolski, est une kayakiste polonaise pratiquant la course en ligne.

## Palmarès

### Jeux olympiques
- 2004 à Athènes,  Grèce
  - 4e place en K-4 500 m
- 2000 à Sydney,  Australie
  - 4e place en K-4 500 m

### Championnats du monde de canoë-kayak course en ligne
- 2005 à Zagreb,  Croatie
  -  Médaille d'argent en K-4 200 m
  -  Médaille d'argent en K-4 500 m
  -  Médaille de bronze en K-2 1 000 m
- 2003 à Gainesville,  États-Unis
  -  Médaille d'argent en K-4 500 m
  -  Médaille de bronze en K-2 500 m
  -  Médaille de bronze en K-4 200 m

- 2002 à Séville,  Espagne
  -  Médaille d'or en K-4 1 000 m
  -  Médaille d'argent en K-2 200 m
- 2001 à Poznań,  Pologne
  -  Médaille d'argent en K-4 1 000 m
  -  Médaille de bronze en K-4 200 m
- 1999 à Milan,  Italie
  -  Médaille de bronze en K-4 500 m